# 著作物
著作物（ちょさくぶつ）とは、著作権の対象となる知的財産である。

## 概説
著作権及び著作物の概念はヨーロッパ大陸や日本などの大陸法の法体系とイギリスやアメリカなど英米法の法体系とで異なる。
著作権の歴史はヨハネス・グーテンベルクによる活版印刷機の発明によって印刷物が大量生産できるようになって生まれた権利とされている。1710年にイギリスでアン法が制定されたことによって創作物である文章を複写する権利は書籍出版業組合から著者に移行したが、著者はいったん出版社などの第三者に権利を譲渡してしまうと一切の権利を主張できないものとされた。そのため英米法では著作財産権が著作人格権に優先する形で発展した。一方、大陸法の著作権は古代ローマやギリシャの法の影響を受け、さらにフランス革命期の自然権思想を礎に著作者の名誉や社会的保護（のちの著作人格権）を約束する性格をもつものとして発展した。
以上のように英米法では出版・複写など単にコピーする権利として捉えられたため、アメリカ法などではレコードのように有体物に固定された物自体を著作物として扱ってきた。しかし多くの国々では有体物の存在とは無関係に知覚可能な状態になっていればよく有体物への固定を著作物の要件とはしていない。
一般的に、著作物を創造した人物は、その著作物を他人が無断で利用しても、自己の利用を妨げられることはない。しかし、他人が無制限に著作物を利用できると、著作物の創造者はその知的財産から利益を得ることが困難となる。著作物の創造には費用・時間がかかるため、無断利用を許すと、知的財産の創造意欲を後退させ、その創造活動が活発に行われないようになるといった結果を招く。このような理由から、著作物を他人が無断で無制限に利用できないように法的に保護する必要がある。このため、知的財産権の一種である著作権があり、著作権法が制定され著作物を法的に保護している。
世界的な著作権保護に関してはおおむね相互主義が採られている。国際的な著作権保護の枠組みとしては、万国著作権条約やベルヌ条約等の多国間条約が存在するが、未加盟の発展途上国の存在など、その不備が指摘されている。著作物は条約上に定義されているわけではなく、各国でも法律によって著作物の定義を行っている国は日本など限られる。

## 日本法における著作物
日本の実定法における著作物（ちょさくぶつ）は、思想又は感情を創作的に表現し文芸・学術・美術・音楽の範囲に属するものである。
以下、著作権法は条数のみ記載する。

### 著作物の定義
著作物とは、日本の著作権法の定義によれば、「思想又は感情を創作的に表現したものであって、文芸、学術、美術又は音楽の範囲に属するもの」（2条1項1号）である。要件を分解すれば、次の通りである。
1. 「思想又は感情」
2. 「創作的」
3. 「表現したもの」
4. 「文芸、学術、美術又は音楽の範囲に属するもの」

そのため、表現それ自体でない部分（例: 事実、事件、データ、思想、感情、アイデア、キャラ設定）は著作権で保護されない。また、創作の加わっていない模倣品、範囲外の工業製品（例えば自動車のデザイン）などは著作物とはならないほか、短い表現・ありふれた表現(例えば作品のタイトルや流行語や商品名)・選択の幅が狭い表現などは創作性が認められない傾向にある。

#### 旧著作権法における著作物の定義
旧著作権法においては著作物の定義に関する規定はない。1条でいくつかの著作物を例示的に掲げていたにすぎなかった。が、「凡ソ著作権ノ目的タル著作物トハ精神的労作ノ所産タル思想感情ノ独創的表白ニシテ客観的存在ヲ有シ而モ文芸学術若ハ美術ノ範囲ニ属スルモノナリト解スルヲ相当トス」と判示した判例があった。また、同じく旧法下において東京地裁の判決に同じ判示があった。
元々、「著作物」という語はベルヌ条約のフランス語原文における「Oeuvre」や英語の「Work」に相当するものであり、旧著作権法を起草した水野錬太郎は著書「著作権法要義」において、「著作物トハ[...]有形ト無形トヲ問ハズ吾人ノ精神的努力ニヨリテ得タル一切ノ製作物ヲ云フ」と解説していた。旧著作権法では、著作物のうち「文芸学術の著作物」(Oeuvre littéraire)と「美術の著作物」(Oeuvre artistique)に対して著作者の複製権専有を規定することで、それらの著作物のみが著作権の目的物となるようにしていた。

#### 新聞紙法における著作物の定義
新聞紙法の第一条において、定義を示さずに「著作物」という語が使われているが、新聞紙法における著作物の意味は、思索考量によって案出された著述だけでなく、時事その他に関する報道も含んでいる (信用毀損及新聞紙法違反ノ件(明治四十四年二月九日大審院判決))。

### 著作物の例示
著作権法10条は、つぎのようなものを著作物として例示列挙している。例示列挙であって、限定列挙ではないから、著作物が例示されたものに限られるわけではない。
- 言語の著作物（10条1項1号） 小説、脚本、論文、講演その他。
  - ただし、「事実の伝達にすぎない雑報及び時事の報道」は、著作物に該当しない（10条2項）。
- 音楽の著作物（10条1項2号）
- 舞踊又は無言劇の著作物（10条1項3号）。
- 美術の著作物（10条1項4号）
  - 美術の著作物は、絵画、版画、彫刻その他。美術工芸品を含む（2条2項）。なお、応用美術(量産品)については意匠法で守られており、高裁判決において、美術鑑賞の対象となりうる審美性を備えていない限り著作物には該当しないとされている[21]。また、漫画のキャラクターにおいては、キャラクターの絵は著作物となるものの、キャラクター自体は「漫画の具体的表現から昇華した登場人物の人格ともいうべき抽象的概念であって、具体的表現そのものではなく、それ自体が思想又は感情を創作的に表現したものということができない」とされている[22]。
- 建築の著作物（10条1項5号）
- 図形の著作物（10条1項6号）- 地図又は学術的な性質を有する図面、図表、模型その他。
- 映画の著作物（10条1項7号）。- 映画の著作物には、映画の効果に類似する視覚的又は視聴覚的効果を生じさせる方法で表現され、かつ、物に固定されている著作物を含む（2条3項）。映画、ビデオグラム、テレビジョン、テレビゲーム、コンピュータなどの画面表示が挙げられる。
- 写真の著作物（10条1項8号）。写真の製作方法に類似する方法を用いて表現される著作物を含む（2条4項）。
- プログラムの著作物（10条1項9号）-「プログラム」とは、電子計算機を機能させて一の結果を得ることができるようにこれに対する指令を組み合わせたものとして表現したものをいう（2条1項10号の2）。ただし、プログラムに対する著作権上の保護は、これを作成するために用いる次のものに及ばない（10条3項）。
  1. プログラム言語 - 「プログラムを表現する手段としての文字その他の記号及びその体系」をいう。ただし、特定のコンパイラなどは著作物である。
  2. 規約 - 特定のプログラムにおける前号のプログラム言語の用法についての特別の約束」をいう。プロトコル、インターフェースなどが挙げられる。
  3. 解法 - プログラムにおける電子計算機に対する指令の組合せの方法」をいう。アルゴリズムなどが挙げられる。ただし、アルゴリズムを記述した文書は言語あるいは図形の著作物になる可能性がある。

### 二次的著作物
著作権法によると、二次的著作物は著作物を翻訳し、編曲し、若しくは変形し、又は脚色し、映画化し、その他翻案することにより創作した著作物」としている。

### データベースの著作物
データベースとは、論文、数値、図形その他の情報の集合物であつて、それらの情報を電子計算機を用いて検索することができるように体系的に構成したものをいう（2条1項10号の3）。データベースでその情報の選択又は体系的な構成によつて創作性を有するものは、著作物として保護する（12条の2第1項）。しかし、このことは、当該データベースの部分を構成する著作物の著作者の権利に影響を及ぼさない（12条の2第2項）。

### 編集著作物

#### 意義・特徴
データベース以外の編集物（著作権法上単に「編集物」という）で、その素材の選択又は配列によつて創作性を有するものは、著作物として保護する（12条1項）。
しかし、このことは、当該編集物の部分を構成する著作物の著作者の権利に影響を及ぼさない（12条2項）。
旧著作権法は「数多ノ著作物ヲ適法ニ編輯シタル者ハ著作者ト看做シ其ノ編輯物全部ニ付テノミ著作権ヲ有ス但シ各部ノ著作権ハ其ノ著作者ニ属ス」と規定しており、非著作物を素材とする編集物が編集著作物となるか疑義があった。
そのため、現行法は素材の選択・配列に創作性が認められる編集物を広く保護すべしとの思想のもと、編集著作物に関する定義規定を設けた。
編集著作物の法的性質については、編集著作物とその他の著作物との間に明確な境界線を引くことは困難であり、確認的規定に過ぎないとする見解もあるが、素材の選択・配列という行為が独立して著作権により保護されるという点で、創設的な規定であるとする見解も有力である。
特に、非著作物を素材とする編集物については、素材そのものには特質性がない中で、もっぱらそれを選択・配列することに創作性が認められるという点で、通常の著作物とは大きく異なるとされる。

#### 編集方針の不保護
現行法が、素材の選択と配列に創作性を見出して、非著作物を素材とする編集著作物をも保護範囲に含めたことは、実質的には編集方針というアイデア保護に一歩踏み込んだものとされる。
しかし、それでも現行法上は具体的な編集物を離れて、抽象的な編集方針というアイデアそれ自体が著作権により保護されるわけではない（アイディア・表現二分論)。
そのため、（特に事実を素材とする編集物において）最も創造性を有する編集方針というアイデアが保護対象外であるという矛盾を抱えるとされる。
また、編集方針が保護されないことの帰結として、編集著作物として保護されるのは、一定の素材を創作的に選択または配列した具体的な編集物である。
そのため、素材が全く異なる時には編集著作権侵害の余地はないとする見解もあるが、異論も多い。

#### 編集物における創作性
著作権法は投資保護法ではなく、人の精神的創作物の保護を企図している。
そのため、編集著作物の創作性も素材の選択・配列に見出され、素材それ自体の収集にどれだけの労力・資力を費やしたとしても、それを創作的に選択・配列しない限りは編集著作物としての保護は及ばない。
他人が行った情報収集行為にフリーライドする行為は、現行法上は民法709条等の不法行為法により保護されるに留まる。
創作性の程度については、一般の著作物と同様に、新規性や独創性までもが要求されるものでなく、編集者の何らかの個性が表れていれば足りる。
ただし、事実等を素材とした編集物については、安易にその保護を認めると事実の独占に繋がりかねないため、創作性の認定は慎重に行う必要があるとされる。
また、創作性は素材の選択または配列のいずれかに現れていれば良い。
「（上林暁が執筆した作品の内）判読不能なもの、未完成のもの、一部しかなく完全でないもの、全集と重複するものや対談等の記事を除き、本件書籍を構成する作品として本件書籍に収録」した場合、収録及び除外基準はありふれているため編者の個性が現れているとまではいえないが、「一定の分類項目を設け（特に「アンケート」，「自作関連」，「観戦記」という分類項目を独立させ）、作品をそれらの分類項目に従って配列した点には、編者の個性が表れているということができる」とした裁判例が存在する（知財高判平28・1・27、『ツェッペリン飛行船と黙想』事件）。
なお、編集著作物は素材の配列・選択に創作性を見出すため、その前提として素材が何かを確定する必要がある。
素材が何かは当該編集物の目的・性質・内容に照らして判断される必要があるが、素材に階層性が認められることもある。
例えば、新聞記事にあっては、記事原稿自体が素材であるとともに、記事が伝達しようとした事実自体も素材であるとされる。

### 表現
著作権法は表現それ自体を保護する。また表現のうち創作的なもののみを保護する。よって何が表現であり何が表現でないか、表現が創作的か否かは重要な論点となる。この観点から、1つの作品は次の部分に分解できる：
- 作品
  - 表現
    - 創作的表現
    - 表現上の創作性がない部分（ありふれた表現）

  - 表現それ自体でない部分

|        |      | 創作性が               | 創作性が                 |
| ある   | ない |                        |                          |
| ------ | ---- | ---------------------- | ------------------------ |
| 表現で | ある | 創作的表現             | 表現上の創作性がない部分 |
| 表現で | ない | 表現それ自体でない部分 | 表現それ自体でない部分   |

#### 創作的表現
日本の著作権法体系における創作的表現（そうさくてきひょうげん）とは、表現のうち創作的なものである。
ありふれた表現の対義語である。

#### ありふれた表現
日本の著作権法体系におけるありふれた表現（ありふれたひょうげん）とは、表現のうち創作性の認められないものである。表現上の創作性がない部分（ひょうげんじょうのそうさくせいがないぶぶん）とも呼ばれる。
創作的表現の対義語であり、表現のうち誰が表現しても同様のものが得られるものとも言える。

#### 表現上の本質的特徴
日本の著作権法体系における表現上の本質的特徴（ひょうげんじょうのほんしつてきとくちょう）とは、著作物を構成する表現を本質的に特徴づけるものである。
表現上の本質的特徴は「表現上の」とあるように表現を指しており、著作権が保護する対象とみなされている。表現上の本質的特徴には（表現それ自体でない）アイデアは含まれない。
表現上の本質的特徴は「翻案」行為を定義づける重要な役割をもっている。既存著作物 A に依拠し、その表現上の本質的特徴を維持しつつ、思想・感情の創作的表現を追加した新規著作物 B を創作したとする。B の鑑賞者がAの表現上の本質的特徴を直接感得できたとき、B は A の翻案であると言える。これにより、A のアイデアに依拠した新規著作物 C は原著作物であって二次的著作物/翻案とみなされないことが明確化されている（最高裁、江差追分事件）。
表現上の本質的特徴が著作物の「創作的表現」と１対１に対応するかは学説が分かれている。

#### 表現それ自体でない部分
日本の著作権法体系における表現それ自体でない部分（ひょうげんそれじたいでないぶぶん）は著作物の表現ではない部分である。
表現それ自体でない部分の例として以下が挙げられる：
- 思想・感情・アイデア[41]
  - ゲームのルール[42]
- 事実・事件[41]
- キャラクター概念/設定[43][44]

著作権法は表現に権利を与えるものであり、表現それ自体でない部分は保護されない。たとえ独創的なアイデアであったとしても、守られるのはアイデアの創作的表現であり、表現それ自体ではないアイデアは保護されない（アイディア・表現二分論）。

### 著作物と著作権
日本の著作権法体系において、著作物とは文芸・学術・美術・音楽に属する思想又は感情の創作的表現である。この定義に「権利性」すなわち「著作権」との関係は含まれていない。ここからわかるように、著作物という概念は著作権（支分権）と独立した概念である。「著作権を認められた作品 = 著作物」という関係ではない。
著作権法は「条件を満たした著作物」の「条件を満たした利用」に限って権利を独占的に付与する方式をとっている。例えば保護期間が切れた著作物は全ての支分権を主張できないし、北朝鮮で作成された著作物は条約国条件を満たさないため保護されない。また条件を満たした著作物の複製権は、私的利用条件では付与されない（万人が自由に私的複製できる）。著作物であることは著作権付与の必要条件ではあるが、十分条件ではない。

## アメリカ合衆国における著作物
米国の法体系は連邦法と州法に分かれ、米国著作権法の主たる内容は連邦法として合衆国法典第17編 (17 U.S.C.) に収録されている。著作物の定義、保護対象と例外については第1章で規定されている。

## フランスにおける著作物
フランス著作権法の条文は知的財産法典の第1部に収録されている。フランス著作権法は「精神の著作物の著作者」という条文表現から始まっており (L111条-1)、著作者による知的な創作活動によって (創作性)、何らかの表現がなされていること (表現性) が、著作権保護の要件として挙げられる。14ジャンルの著作物が著作権法上で定義されており、季節性の高いファッションや実用品デザインといった応用美術にも著作物性を認めている (L112条-2)。ただし14ジャンルはあくまで例示であり、著作権の法的保護はこれらに限定されるものではない。

## 引用文献
- 井奈波朋子「フランス著作権制度の概要とコンテンツの法的保護」（PDF）一般社団法人 デジタルコンテンツ協会が2005年11月24日に開催したセミナー議事録の加筆版、龍村法律事務所、2006年。
- 中山信弘『著作権法』（2版）有斐閣、2014年。ISBN 978-4-641-14469-9。
- 三山　裕三「判例で読む14章」『著作権法詳説』（10版）勁草書房、2016年。ISBN 978-4-326-40326-4。
- 横山久芳 著「1条～25条」、半田正夫; 松田政行 編『著作権法コンメンタール1』（2版）勁草書房、2015年。ISBN 978-4-326-40305-9。